# 岩手サファリパーク
岩手サファリパーク（いわてサファリパーク）は、岩手県一関市にあるサファリパークである。2008年4月16日開園。東北サファリパークにより運営されている。

## 沿革
2008年2月、「天空のサバンナ」をコンセプトとして、標高200mの丘陵地・藤沢町（当時）黄海（きのみ）地内「館ケ森エリア」に、面積12.3ヘクタールの整備が公表された。この土地は藤沢町内で進められた国営農地開発事業により造成されたものの未利用地となっていたもので、本来観光施設としての利用は想定されていない土地であったが、農業生産法人を仲介した「放牧地」との位置づけで利用が認められることとなった。
当初は3月20日ごろの開園を予定していたが、準備がずれ込み、同年4月14日に開園式が行われ、同2008年4月16日に70種700頭（羽）でオープンした。
東北サファリパーク社長の熊久保信重は、サファリパークを藤沢に開設した理由について、「北東北の中では気候が温暖で雪も少なく広大な土地」だからだと説明した。園長の砂川昌幸も藤沢は二本松よりも温暖だとしている。
直後のゴールデンウィークは、サファリバスの乗り場で順番待ちの200mほどの行列ができ、ゴールデンウィークだけで4万人が入場したと報じられた。2010年のゴールデンウィークは、サファリバスの増車が図られるも、数百mの行列ができ、1時間待ちと報じられた。
2022年5月、岩手県がサファリパークで飼育していたエミューの高病原性鳥インフルエンザ検査をしたところ2羽から陽性反応を検出。同月12日までにエミューとダチョウ計10羽の殺処分が行われた。

## 施設と動物

### サファリゾーン
サファリゾーンにはライオン運動場にライオンとホワイトライオンがおり、サファリルートにトラ、チーター、キリン、ラクダ、シマウマなどが配置される。サファリの移動は、園内バスかマイカーであり、園内バスはトラやヒョウのペイントを施したバスが使われる。また、「うさぎのふれあい広場」もあり、ウサギとモルモットなど小獣にエサやり体験ができる。

#### ゾウの村
2012年10月には「ゾウの村」がオープンした。
ラオスのアジアゾウ「ブンミー」（1980年産メス）と「ナッド」（1991年産メス）が移入され、ゾウライド（騎乗）が行われる。事業者によると、ゾウは復興支援（心のケア）、2015年のラオスとの国交樹立60周年記念、及びゾウの保護を目的として来日した。今後3年間、飼育される。オープンセレモニーには被災地の子供が招待された。ラオスから日本に貸し出されたアジアゾウは6頭で、すべて大震災の被災地へ送られている。

#### ライオンゾーン
「ナニコレ珍百景」に3回選ばれている。
1回目は2010年11月10日放送の「ライオンゾーンでライオンがマイカーを襲う光景」であり、2回目は2011年12月7日放送の「ちょっと過激な珍百景セレクション」として、マイカーを襲うライオンが再び選ばれ、3回目は2013年1月30日放送の「ふれあい動物広場で大きなヒョウがいる光景」である。
マイカーを襲うライオンたちに関して、園は、じゃれついているか、野生の本能（本来持っている狩猟本能）と推測し、角ばった乗用車が特にライオンに好まれると観察している。番組は園内でマイカーは見かけなかったと放送した。また別の放送回では、ライオンが車にしがみついたり、追いかけたり、昔はバンパーを壊してしまったこともあると放送した。このライオンたちに関しては、2012年7月21日の「天才!志村どうぶつ園」でも嵐の相葉雅紀が軽自動車でライオンたちに追いかけられている。

### 世界モンキーセンター
サファリの隣の「世界モンキーセンター」は世界のサル28種で構成され、サル劇場、ふれあい広場、フラミンゴショーがあり、サル劇場ではニホンザルやチンパンジーのコミカルな芸やアニマルトレーナーとの絶妙な掛け合いなどの演技が行われる。ふれあい広場にはワオキツネザルとエリマキキツネザルがおり、自由にふれあえる。フラミンゴショーは、フラミンゴたちが曲に合わせて踊る出し物となっている。

#### チンパンジーのナナ
サル劇場でのナナちゃん（2002年産）はアニマルトレーナーとともにコントの演技、手品、楽器、踊りなどを披露している。2009年「ロンブーの怪傑!トリックスター」にて、ナナが補助輪無しの自転車を乗りこなすチンパンジーと紹介された。2010年11月8日の「いい歯の日」には、園内で歯磨きを披露している。

## その他
園は従来、動物のふんは堆肥として処理をしていたが、園の近隣のリンゴ園が、カモシカやハクビシン、ノウサギなどの野生動物の食害対策（枝や実、樹皮を食べられるため）として、園のライオンのふんを害獣除けに使っている。リンゴ園の説明では、糞は、樹園を取り囲むように5mごとに撒き、雪が積もる冬場はふんを容器に入れて設置している。